# Pseudophallus mindii
Pseudophallus mindii är en fiskart som först beskrevs av Meek och Hildebrand 1923.  Pseudophallus mindii ingår i släktet Pseudophallus och familjen kantnålsfiskar. Inga underarter finns listade i Catalogue of Life.